# Johannes Posselius (der Jüngere)

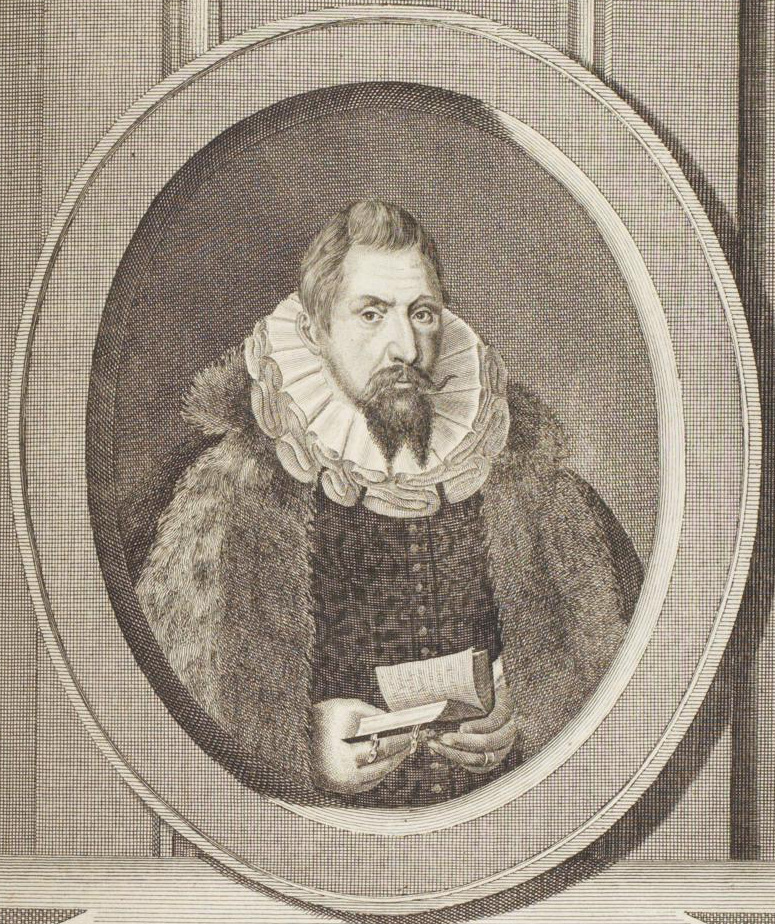
Johannes Posselius der Jüngere

Johannes Posselius (der Jüngere), latinisiert aus Possel (* 10. Juni 1565 in Rostock; † um 20. Juni 1623 ebenda) Sohn von Johannes Posselius (dem Älteren), war Professor für griechische Sprache und Rektor der Universität Rostock.

## Leben
Posselius (der Jüngere) folgte 1582 dem väterlichen Vorbild an die Universität Rostock und immatrikulierte sich in Philosophie und Medizin. Während seines Studiums wechselte Posselius zwischenzeitlich an die von der Universität Rostock abhängige Universität Helmstedt und promovierte nach seiner Rückkehr nach Rostock, 1587 zum akademischen Grad Magister. In seiner wissenschaftlichen Tätigkeit orientierte sich Posselius am inhaltlichen Schwerpunkt seines Vaters: altgriechische Sprache und Literatur. 1590 folgte Posselius (der Jüngere) dem Ruf zum Rektor an die Lateinschule, das heutige Alte Gymnasium, nach Flensburg. Schon nach knapp einem Jahr kehrte er jedoch aufgrund des Todes seines Vaters an die Alma Mater nach Rostock zurück. Hier erhielt er 1591 nach dem Tod seines Vaters die Vokation als Professor für griechische Sprache und zwei Jahre später, 1593, die Aufnahme in das Konzil der Universität Rostock. Erst 1595, nach knapp vier Jahren der innehabenden Professur, wurde Posselius (der Jüngere) dann auch in die Philosophische Fakultät aufgenommen.
1599/1600 wurde Posselius (der Jüngere) zum ersten und einzigen Mal zum Rektor der Universität Rostock ernannt, 1605 zum Rektor der Rostocker Lateinschule, der späteren Großen Stadtschule. Dieses Amt hatte er bis zu seiner Erkrankung 1615 inne. Um den 20. Juni 1623 verstarb Johannes Posselius (der Jüngere) in Rostock.

## Werke
Johannes Posselius (der Jüngere) ist in seinen Leistungen mit denen seines Vaters vergleichbar, jedoch gelang es ihm nicht Einfluss über Rostock hinaus zu erlangen. Publikationstätigkeiten waren die erneute Herausgabe der von seinem Vater publizierten Apophthegmata graecolatina und das Familiarum colloquiorum libellus. Wichtige und bedeutende Veröffentlichungen von Posselius (dem Jüngeren) war die Gesamtausgabe der Werke Hesiods sowie Xenophons Hercules und die Hecuba des Euripides.